# Vester Tørslev Kirke
Vester Tørslev kirke er en af landets mindste (45 siddepladser) og ældste. Vester Tørslev Kirke ligger helt ud til et engdrag i dalen, midt i en af de gamle forteby, beskyttet af de tæt omkringliggende gårde. I dag, hvor flere gårde er blevet udflyttet og mange længer er revet ned, er det måske ikke så tydeligt, men sporene finder vi stadig tæt omkring os.
Kirken hører til den lille gruppe romanske kirker, der er opført af kridtsten, blegekridt, som der er flere af på Randersegnen. Kridtet er tilhugget som kvader og er anvendt i skib og kor. Tårnet med teglhængt pyramidespir blev fornyet i 1924 og er en senere tilbygning opført af kampesten ca. i 1500’tallet. Begge de høje rundbuede døre er bevaret. Norddøren, kvindedøren, er dog tilmuret, mens syddøren er forsynet med våbenhus. Rundbuerne kan bedst ses inde fra kirkerummet. Kirkens orgel er placeret i rundbueåbningen til kvindedøren.
I kirkens østmur ses udvendigt et tilmuret romansk vindue, mens et tilsvarende mod nord er genåbnet. Skibets oprindelige vinduer mod nord og syd er tilmurede. Korbuen er bevaret med profilerede kragsten, hvorpå der som i alle danske kirker har hvilet en bjælke med et korbuekrucifiks. Udvendig er østgavlen forsynet med to svære støttepiller. Indvendig i kor og skib har kirken bevaret sine flade bjælkelofter.
I korets nordvæg findes to åbninger. Om det er såkaldte spedalskhedsvinduer er man ikke sikker på. I mange korvægge ser man endnu tilmurede lydhuller/nadverhuller. Da man i middelalderen ikke ønskede de smittefarlige bl.a. spedalske ind i kirken, men dog ikke helt ville afskære dem fra deltagelse i messen og nadveren, kunne de gennem hullet følge messen og få nadverbrødet rakt ud.
Kirken tilhørte i det 14. og 15. århundrede Glenstrup munkekloster. Da dette kloster overgik til det nystiftede Mariager Kloster, fulgte alt dets ejendom med og man går ud fra at også Vester Tørslev Kirke fulgte med. Senere da Mariager Klosters ejere sælger ud af sit jordegods, overtages kirken af Kjellerup Hovedgård.
At kirken er en aldrende størrelse ses bl.a. på nogle af de opdagelser Nationalmuseet har registreret i forbindelse med kirkens restaurering i 1949. F.eks. de 2 runeristninger, et på triumfvæggen og et på væggen i loftrummet, der viser at kirken allerede har været i brug fra omkring 1100’tallet.

## Inventar
Altertavlen er i skønvirkestil og blev i 1927 anskaffet efter tilskyndelse fra sognepræsten. Maleriet gengiver Jesus og synderinden, idet Jesus siger, ”Heller ikke jeg fordømmer dig, gå bort og synd ikke mere”. Over billedet står der ”Menneskesønnen er ikke kommen for at lade sig tjene, men for at tjene og give sit liv til genløsning for mange” Matt. 20/28 ”Jeg er vejen og sandheden og livet” Johs. 14/6.
Altertavlen er en kopi malet efter originalen i Blovstrød Kirke i Nordsjælland. Egetræsrammen er skåret af Peter Skovgaard, søn af den kendte maler Joakim Skovgaard.
Alterbordet er også bygget op af kridtsten og bærer på sydsiden en indridsning, (måske en håndværker), Jens Per B. Ons/29. October 1811
Døbefonten i Vester Tørslev kirke tilhører gruppen af løvefonte, som findes i en række lokaliteter omkring Mariager og det sydlige Himmerland. Denne døbefont stod indtil i 1700-tallet i Mariager Klosterkirke.
Prædikestolen er gotisk præget fra omkring år 1550 med slyngværk og profilsøjler.
Kalkmaleriet af Sankt Michael og dragen fra 1300-tallet.
Donationer og epitafier i kirken.
Klokken er støbt af klokkestøber L. Andersen, Århus i 1894, Teksten på klokken ”Jeg lyder højt til Herrens Ære, Gid Fredens Tolk jeg stedse maa være”.
Orglet er bygget af Fyns Orgelbygger i 1979 og har 4 stemmer.

## Galleri
| - Fra kirkens indre - Det smalle skib set mod øst - Kalkmaleri på triumfvæggen mod syd, Mikael Dragedræber |